# فرهنگ بصری

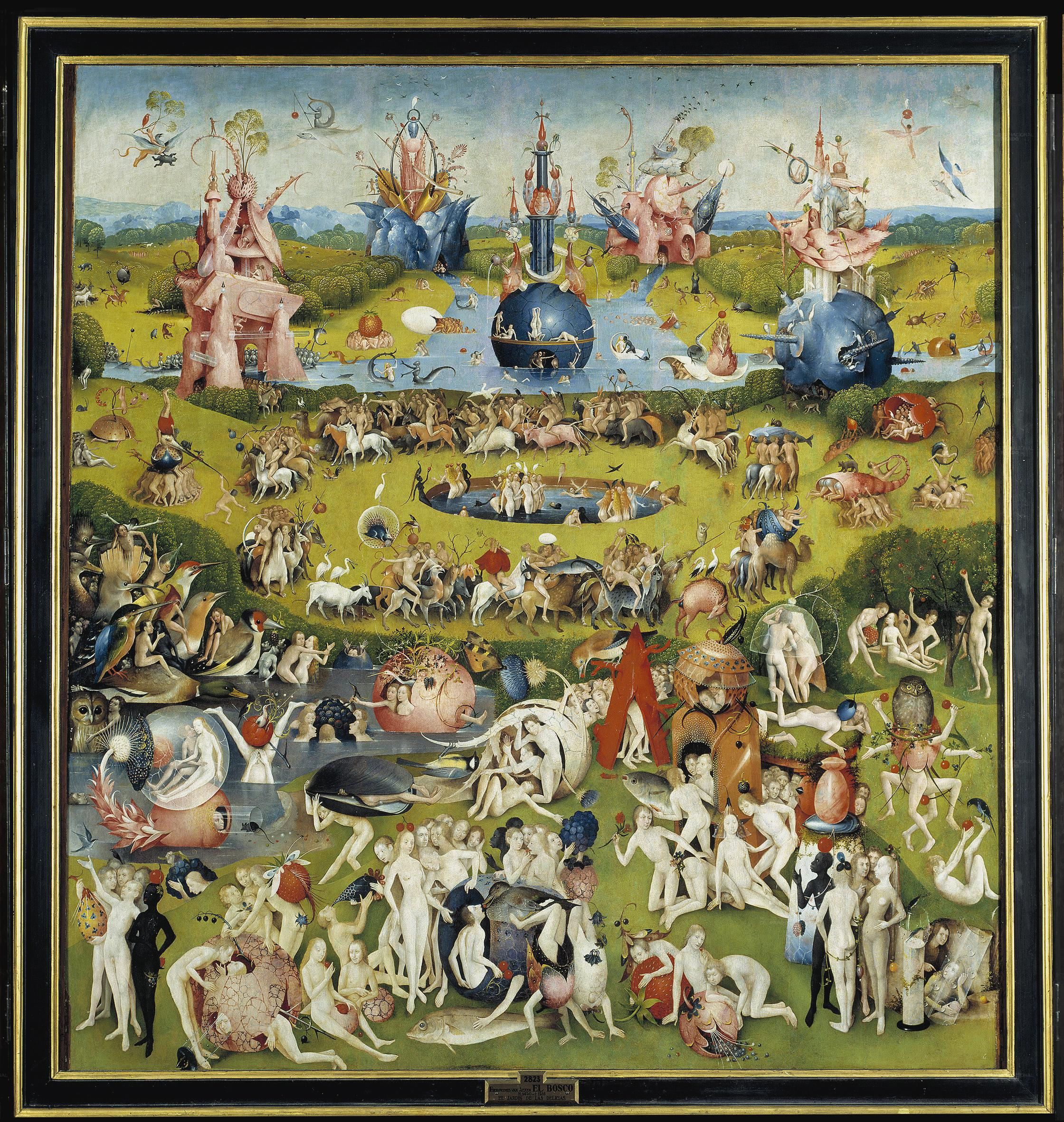
فرهنگ دیداری

فرهنگ بصری یا فرهنگ دیداری (به انگلیسی: Visual culture)، جنبه‌ای از فرهنگ که به صورت تصویر بیان شده است. فرهنگ دیداری، شاخه‌ای میان‌رشته‌ای از مطالعات فرهنگی است؛ از ویژگی‌های آن می‌توان به نگاه انتقادی به کارکرد تصاویر اشاره کرد. بسیاری از رشته‌های دانشگاهی به مطالعه این موضوع می‌پردازند از جمله مطالعات فرهنگی، تاریخ هنر، نظریه انتقادی، فلسفه و انسان‌شناسی.
فرهنگ بصری مقوله‌ای فراتر از مطالعه تصویر است که در مواجهه با مخاطب در دو مرحله عمل می‌کند: در مرحله اول قطعاً مانند چشم‌اندازی است که در آن جهان تصویر به تولید معنا، ایجاد و حفظ ارزش‌های زیباشناختی، جنسیت، نژاد و روابط قدرت درون فرهنگ می‌پردازد و در سطحی دیگر مخاطب متوجه می‌شود که با وسعت گرفتن دامنه دیداری، حوزه‌ای به وجود می‌آید که در آن معانی فرهنگی شکل می‌گیرد. همچنین فرهنگ بصری، طیف وسیعی از تجزیه، تحلیل و تفسیر صوتی-فضایی را نیز در بر می‌گیرد. به‌طوری که صرفاً متکی به قوه باصره نیست بلکه چهارچوبی است که کدهای موسیقایی، زبان و صدا را نیز با خود به همراه دارد.
پس از سال ۱۹۸۰ -زمانی که تغییر در نحوه دیدن منجر به ارائه جدیدی از مفهوم فرهنگ شد- محافل فرهنگی و هنری رویکردی بسیار جدی به فرهنگ بصری داشته‌اند. این رویکرد باعث اعتباربخشیدن به اهمیت دیدن (Seeing) در حوزهٔ مطالعات فرهنگی شده است. امروزه جدا از زبان‌ها، نشانه‌ها و باورها که از جنبه‌های مهم فرهنگ محسوب می‌شوند، دیدوارگی (Visuality) یا دیدنِ اجتماعی، به کانون توجه فرهنگ در تمام وجوه آن تبدیل شده است. به علاوه از آنجا که برای درک هر فرهنگ نیاز به ابزارهای کاربردی آن است به جرأت می‌توان اذعان کرد که تمام وجوه و اتفاقات بصری عاملی تعیین‌کننده در مواجهه با هر نوع فرهنگ محسوب می‌شود.
تحول در تکنولوژی، کاربرد تصویر را در لایه‌های فرهنگی جوامع امروزی افزایش داده و اختراعات جدید علمی همراه با توسعه تکنولوژی منجر به انقلابی بزرگ در زندگی اجتماعی انسان‌ها شده است. تحول چشم‌گیر در عرصه دانش بصری یا به تعبیری دیگر، علمِ چگونه دیدن، یکی از وجوه مهم این تحول است. در جهان معاصر ارزیابی تصاویر همانند گذشته، محدود به بررسی زیبایی‌شناسی یک بوم سادهٔ نقاشی یا یک فریم عکس نیست؛ آنها ارزیابی می‌شوند تا نشان دهند که تا چه حد قدرت انطباق‌پذیری با فرهنگ‌های متفاوت را دارا هستند و در مواجه با مسایل گوناگون چگونه عمل می‌کنند و این یکی از رویکردهای جدیدی است که از آن به عنوان فرهنگ بصری یاد می‌شود.